# ITF Madrid-2
Das ITF Madrid ist ein Tennisturnier der ITF Women’s World Tennis Tour, das in Madrid ausgetragen wird. Veranstaltungsort des Turniers ist der Club Deportivo Brezo Osuna.
Offizielle Namen der Turniere bis heute:
- 2011–2017: Open Internacional Femenino Brezo Osuna
- 2019: Open Internacional Feminino Trofeo Arcadis
- 2021: Internacional Brezo Osuna Trofeo Arcadis
- 2022–: Open Arcadis Brezo Osuna

## Siegerliste

### Einzel
| Jahr | Kategorie | Siegerin               | Finalgegnerin              | Ergebnis        |
| ---- | --------- | ---------------------- | -------------------------- | --------------- |
| 2011 | $10.000   | Marina Giral Lores     | Nuria Párrizas Díaz        | 4:6, 6:4, 6:4   |
| 2014 | $10.000   | Elizaveta Ianchuk      | Chloé Paquet               | 6:2, 6:3        |
| 2015 | $10.000   | Katie Swan             | Cristina Sánchez-Quintanar | 6:75, 6:2, 6:3  |
| 2016 | $10.000   | Nuria Párrizas Díaz    | Cristina Bucșa             | 6:4, 3:6, 7:5   |
| 2017 | $15.000   | Nuria Párrizas Díaz    | Rebeka Masarova            | 6:4, 4:6, 6:2   |
| 2019 | W15       | Yvonne Cavalle-Reimers | Ioana Loredana Roșca       | 7:64, 5:7, 7:63 |
| 2021 | W25       | Robin Anderson         | Olivia Gadecki             | 6:3, 6:73, 7:68 |
| 2022 | W60       | Marina Bassols Ribera  | Alexandra Eala             | 6:4, 7:5        |
| 2023 | W60       | Tatjana Prosorowa      | Marta Soriano Santiago     | 6:3, 6:1        |

### Doppel
| Jahr | Kategorie | Siegerinnen                                        | Finalgegnerinnen                                   | Ergebnis          |
| ---- | --------- | -------------------------------------------------- | -------------------------------------------------- | ----------------- |
| 2011 | $10.000   | Kim Grajdek Justyna Jegiołka                       | Vanesa Furlanetto Aranza Salut                     | 6:3, 6:3          |
| 2014 | $10.000   | Aliona Bolsova Olga Sáez Larra                     | Marta Huqi González Encinas Estela Pérez Somarriba | 6:1, 6:4          |
| 2015 | $10.000   | Estrella Cabeza Candela Cristina Sánchez-Quintanar | María Martínez Martínez Olga Sáez Larra            | 6:4, 6:3          |
| 2016 | $10.000   | Arabela Fernández Rabener Charlotte Roemer         | Ainhoa Atucha Gomez Maria Jose Luque Moreno        | 6:2, 2:6, [10:4]  |
| 2017 | $15.000   | Alicia Barnett Olivia Nicholls                     | Marina Bassols Ribera Julia Payola                 | 6:1, 6:2          |
| 2019 | W15       | Justina Mikulskytė Christina Rosca                 | Ioana Loredana Roșca Dschulija Tersijska           | 6:3, 6:78, [10:8] |
| 2021 | W25       | Destanee Aiava Olivia Gadecki                      | Mana Ayukawa Han Na-lae                            | 6:3, 6:3          |
| 2022 | W60       | Anna Danilina Anastassija Tichonowa                | Lu Jia-jing You Xiaodi                             | 6:4, 6:2          |
| 2023 | W60       | Makenna Jones Jamie Loeb                           | Destanee Aiava Berfu Cengiz                        | 6:4, 5:7, [10:6]  |

## Quelle
- ITF Homepage